# Niceforo's winterkoning
Niceforo's winterkoning (Thryophilus nicefori; synoniem: Thryothorus nicefori) is een zangvogel uit de familie Troglodytidae (winterkoningen). Het is een ernstig bedreigde, endemische vogelsoort in noordelijk Colombia.

## Kenmerken
De vogel is 15 cm lang en is een middelgrote Amerikaanse soort winterkoning. De vogel is overwegend roodbruin met wit en heeft een olijfbruine kruin. De vogel lijkt sterk op de rood-witte winterkoning (T. rufalbus), maar bij Niceforo's winterkoning zijn de staart en de vleugelveren nadrukkelijker getekend met smalle zwarte bandjes. Bij de rood-witte winterkoning lijkt het verenkleed wat egaler.

## Verspreiding en leefgebied
Deze soort is endemisch in noordelijk Colombia in een gebied op de westelijke hellingen van de oostelijke Andes, daar werd de vogel in de periode 1944 tot 1948 verzameld en daarna tot 1989 niet meer gezien. Na de eeuwwisseling zijn meer waarnemingen gedaan. Het is een vogel van hellingbos en bosranden op 800 tot 2100 m boven zeeniveau.

## Status
Niceforo's winterkoning heeft een klein verspreidingsgebied en daardoor is de kans op uitsterven aanwezig. De grootte van de populatie werd in 2016 door BirdLife International geschat op 30 tot 200 individuen. Het leefgebied wordt bedreigd door versnippering, ontbossing, het verzamelen van brandhout en omzetting van bos in terrein dat beweid kan worden door vee. Om deze redenen staat deze soort als ernstig bedreigd (kritiek) op de Rode Lijst van de IUCN.